# Berani
Berani (islandsky Hrútar) je islandský koprodukční dramatický film režiséra Grímura Hákonarsona z roku 2015. Film z prostředí chovu ovcí na islandské pláni pojednává o síle bratrského pouta i po dlouhých letech rozkolu.

## Ocenění
- Filmový festival v Cannes 2015, cena Un Certain Regard
- Camerimage 2015, cena Stříbrná žába